# 埃德溫 (加利福尼亞州)
埃德溫（英語：Edwin）是位於美國加利福尼亞州阿馬多爾縣的一個非建制地區。該地的面積和人口皆未知。

## 地理
埃德溫的座標為38°22′43″N 120°59′16″W / 38.37861°N 120.98778°W，而該地的平均海拔高度為86米（即282英尺）。